# Monastrell
Monastrell (Mourvèdre) är en vindruva som är Spaniens näst största blåa druvsort efter Grenache. Den förekommer även i Frankrike under namnet Mourvèdre. Det är en mycket tålig druva som ofta används till rosévin, men som också kan ge lagringsdugliga röda viner, exempelvis som blandningskomponent i Châteauneuf-du-Pape / Côtes du Rhône från södra Rhônedalen (Frankrike) och som huvuddruva i de röda vinerna från Bandol i Provence (Frankrike).
NB Tempranillo är Spaniens mest odlade blå druvsort, följt av garnacha (grenache på franska) och på tredje plats hamnar monastrell

## Namn/synonymer
Synonymer:  Mourvèdre, Balzac (Frankrike), Monastrell (Spanien), Mourvèdre, Mataro (USA, Australien).
En rolig synonym som förekommer i Frankrike är ”Estrangle-chien” som betyder hundstryparen refererande till dess tendens att ge tanninrika viner.
Det finns ytterligare en mängd synonymer, men dessa är inget man lär stöta på annat än just lokalt. Mourvèdre/Monastrell skall dock inte förväxlas med halvsyskonet Graciano som förvillande kallas för Morastell i Languedoc eller – än mer förvillande – för Monastrell med tilläggsnamn i delar av Spanien.

## Historia
Monastrell (Mourvedre) är gammal (troligtvis uråldrig) druvsort av spanskt ursprung. Man spekulerar i att druvsorten introducerats i spanska Katalonien av fenicierna redan runt 500 f.Kr. Det franska namnet Mourvèdre tros komma från staden Sagunto (före detta Murviedro, Mourvèdre på katalanska) i Valencia. Det spanska namnet Monastrell lär istället komma från latinska monasteriellu som betyder kloster. Första omnämnandet är från sena 1300-talet från just Spanien och Katalonien (Francesc Eiximens, Terc de Crestia, 1384). Man tror att druvan var etablerad i Roussillon på 1500-talet varifrån den spridit sig vidare till Provence och Rhônedalen. Den var väletablerad i Frankrike fram till vinlusens härjningar i slutet av 1800-talet då den nästintill blev utrotad. Den kom till Kalifornien och Australien i mitten av 1800-talet.
Att Monastrell och Mourvèdre är samma druvsort är bekräftat trots att det ifrågasattes i slutet av 1990-talet efter DNA analyser från US Davis, men det visade sig att man hade ”blandat ihop” prover. Man har även visat ett nära släktskap med Graciano där man tror att de båda druvsorterna åtminstone är "halvsyskon", det vill säga de delar minst en "förälder".

## Spridning
Monastrell (Mourvédre) är världens 14:e mest odlade druvsort (den 10:e mest odlade blå druvan efter Cabernet Sauvignon, Merlot, Tempranillo, Syrah, Grenache, Pinot Noir, Mazuelo, Bobal och Sangiovese) med 69 850 ha (1,5 %) av världsarealen. Spanien dominerar stort med över 80 % av arealen följt av Frankrike med 13 %.
I Spanien är Monastrell visserligen den 5:e mest odlade druvsorten men den gör ändå inte speciellt mycket väsen ifrån sig. Främst odlas den i regionerna Valencia och Murcia. Med få undantag så kommer inga stora viner härifrån. 
I Frankrike odlas Mourvèdre främst i Provence (ungefär 2 400 ha), Södra Rhône och i Languedoc. I Södra Rhône ingår den som en viktig blandningskomponent i Châteauneuf-du-Pape, i Provence som huvudkomponent i de röda vinerna från Bandol och som blandningskomponent i andra viner från regionen. Vill man utforska Mourvèdre så är det i Bandol man hittar de bästa vinerna.
En av orsakerna till den relativt låga spridningen/utbredningen är druvans höga ”krav” för optimal mognad (en annan orsak dess tendens till att ge reduktiva viner, se mer under karaktäristik nedan). Monastrell (Mourvèdre) är nämligen en extrem varmklimatsdruva som knoppar och mognar sent, kräver mycket värme och sol, samtidigt som den även är känslig för låga temperaturer (även under vintern). Detta kombinerat med att den har ett extrem kort ”skördefönster”, varefter syranivåerna snabbt sjunker samtidigt som druvorna skrumpnar resulterande i viner som smakmässigt ”går mot” katrinplommon. Dessutom är druvan känslig för torka och behöver ha kontinuerlig tillgång på vatten, företrädesvis genom fuktig jord, detta då den även är känslig för mjöldagg. Mistralen och dess upptorkande verkan gör både södra Rhône och delar av Provence till idealiska mesoklimat.

## Doft och smak
Monastrell (Mourvèdre) brukar beskrivas som en reduktiv druvsort, med en stallig och animalisk karaktär. För att hålla karaktären i ”schack” så brukar vinerna ofta syresättas mer än brukligt under vintillverkningen. Dessutom är Monastrell (Mourvèdre) rik på antioxidanter, inte minst nyttigt reservatrol, vilket gör vinet förhållandevis nyttigt och inte minst lagringsbeständigt.
En bra Mourvèdre (egentligen snarare en typisk röd Bandol) doftar/smakar: mörka bär (björnbär, svarta vinbär), örter, kryddor (svartpeppar kanske?), blommor (viol), tobak, animaliska inslag åt kött och stall, läder, med mera. Man ser ofta att man på engelska använder begrepp som ”garrigue” (örtighet åt rosmarin, lavendel, mejram, enbär och så vidare), ”game” (vilt, köttig) och ”farmyard” (alltså ladugård). Färgen är ofta mörkt vinröd mot svart. Unga viner är ofta strama med mycket tanniner. De bättre vinerna anses behöva 10 års lagring på flaska för att komma till sin rätt, även om de är goda från början.